# اسپندن
اسپندن (به انگلیسی: Aspenden) یک روستا و محله مدنی در بریتانیا است که در ایست هرتفوردشر واقع شده‌است. اسپندن ۲۲۲ نفر جمعیت دارد.